# Пожихарь (Светлогорский район)
Пожихарь (бел. Пажы́хар; ранее — Пожихар) — деревня в Осташковичском сельсовете Светлогорского района Гомельской области Республики Беларусь.

## География

### Расположение
В 23 км на юг от Светлогорска, 24 км от железнодорожной станции Светлогорск-на-Березине (на линии Жлобин — Калинковичи), 95 км от Гомеля.

### Гидрография
Кругом сеть мелиоративных каналов, в их числе канал Пожихарский.

## Транспортная сеть
Автодорога связывает деревню со Светлогорском. Планировка состоит из прямолинейной широтной улицы. Застройка двусторонняя, неплотная, усадебного типа.

## История
Основана в начале XX века переселенцами из соседних деревень. В 1910 году основано первое поселение Пожихарских хуторов. 
Наиболее активная застройка приходится на 1920-е годы. В 1931 году организован колхоз. С 1939 года деревня Пожихар. 
Во время Великой Отечественной войны в июне 1943 года немецкие каратели сожгли 24 двора и убили 3 жителей. Согласно переписи 1959 года в составе колхоза имени Чкалова (центр — деревня Чкалово).
До 30 июля 1970 года деревня входила в состав Чкаловского сельсовета Калинковичского района, до 30 января 2009 года в составе Боровиковского сельсовета.

## Население

### Численность
- 2021 год — 10 жителей

### Динамика
- 1930 год — 19 дворов 111 жителей
- 1940 год — 26 дворов, 142 жителя
- 1959 год — 148 жителей (согласно переписи)
- 2004 год — 18 хозяйств, 31 житель
- 2021 год — 10 жителей

## Галерея

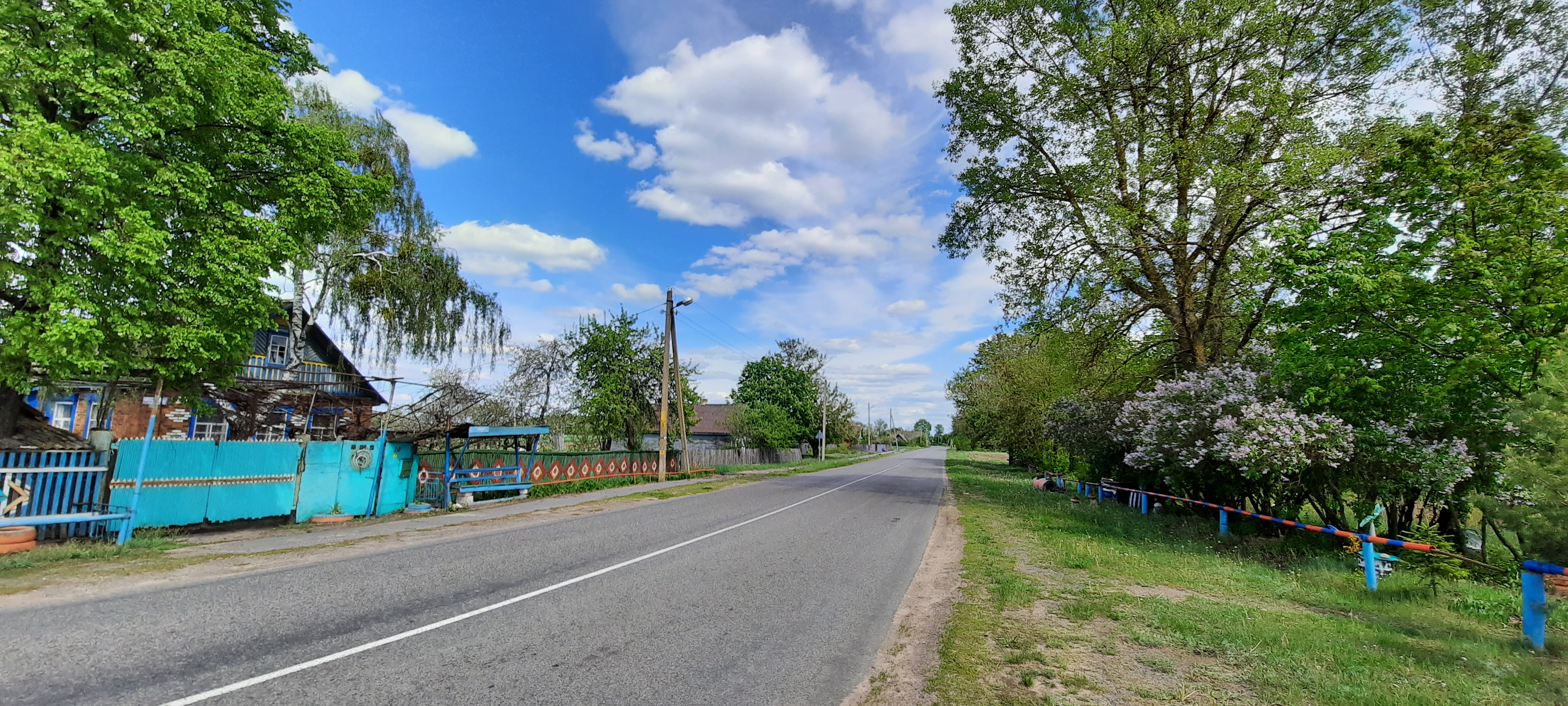
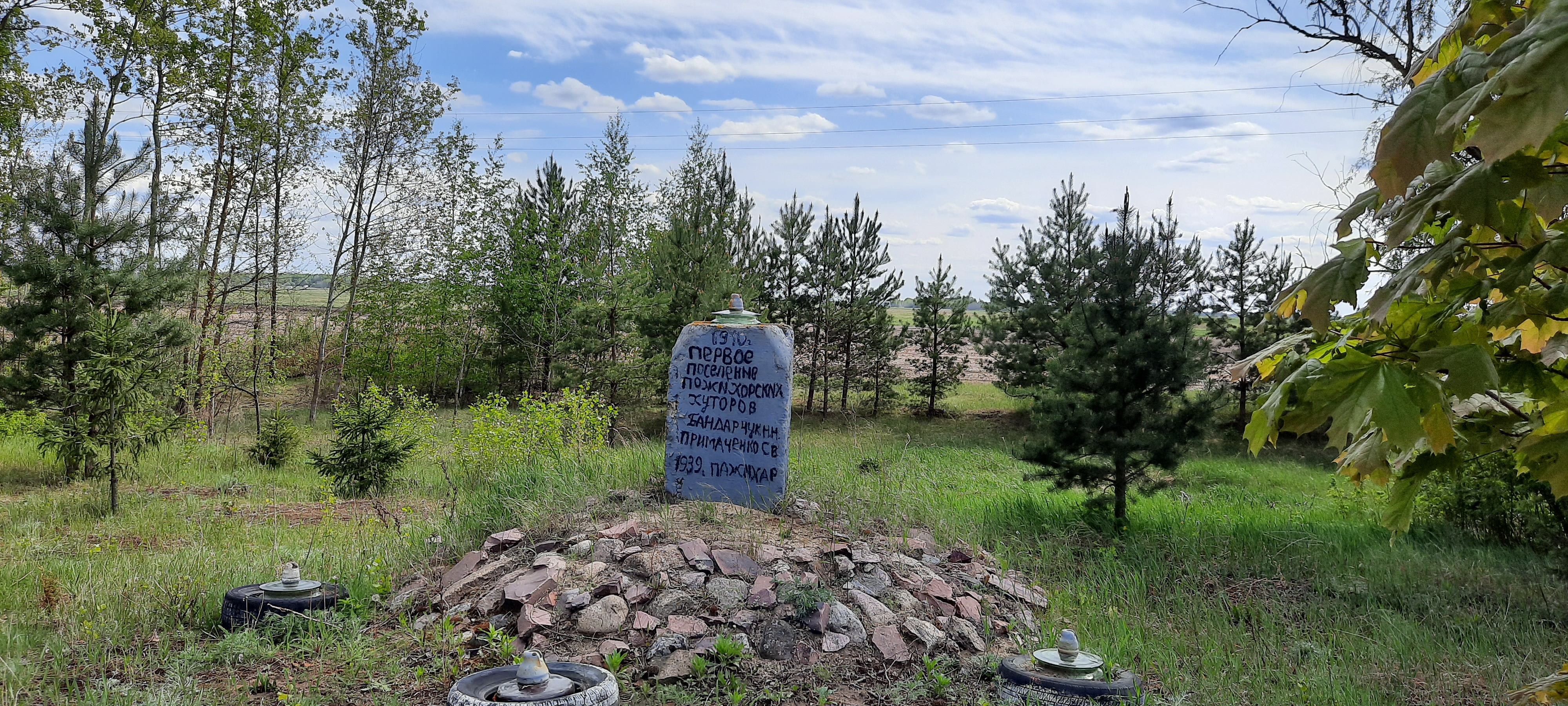
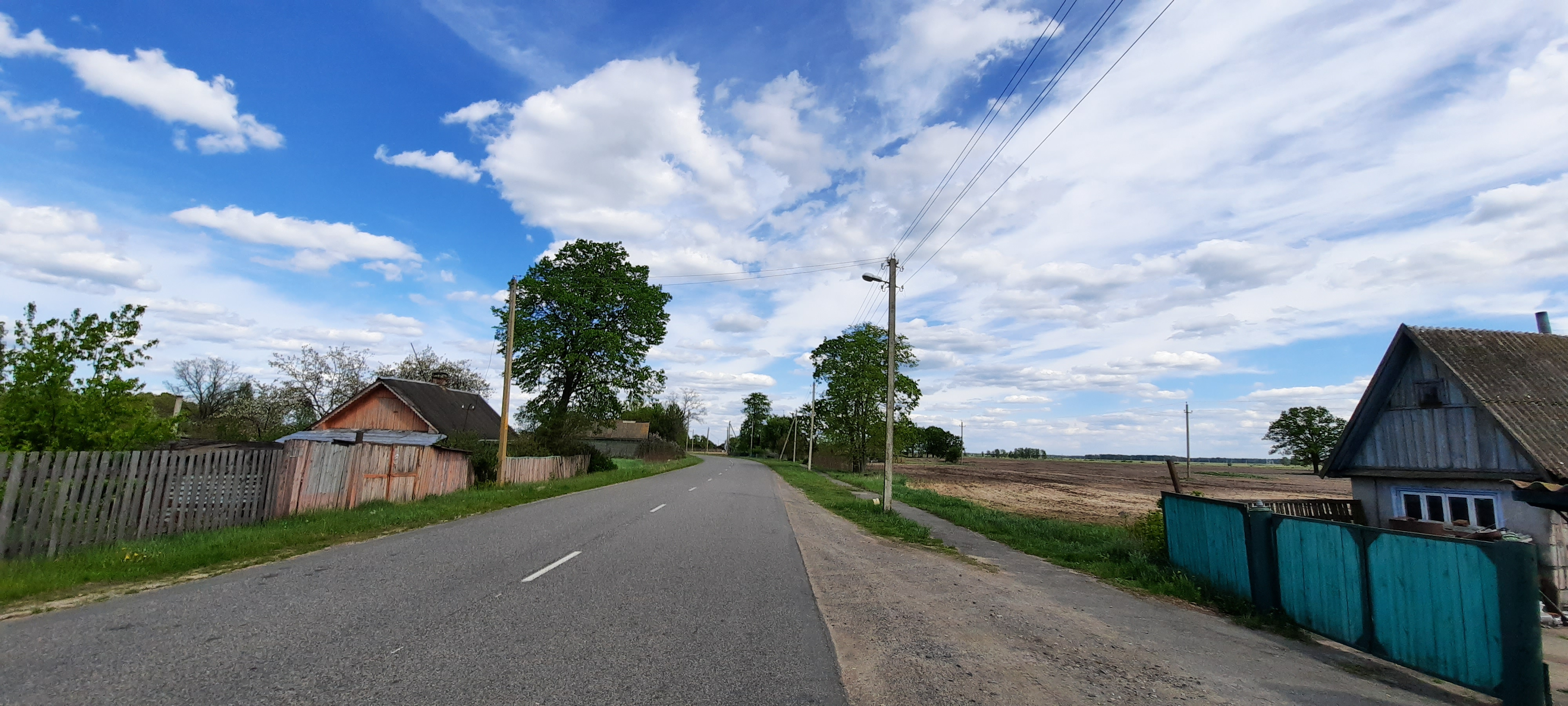

## Известные уроженцы
- В. Т. Яковенко — белорусский писатель